# 里卡德·桑德勒

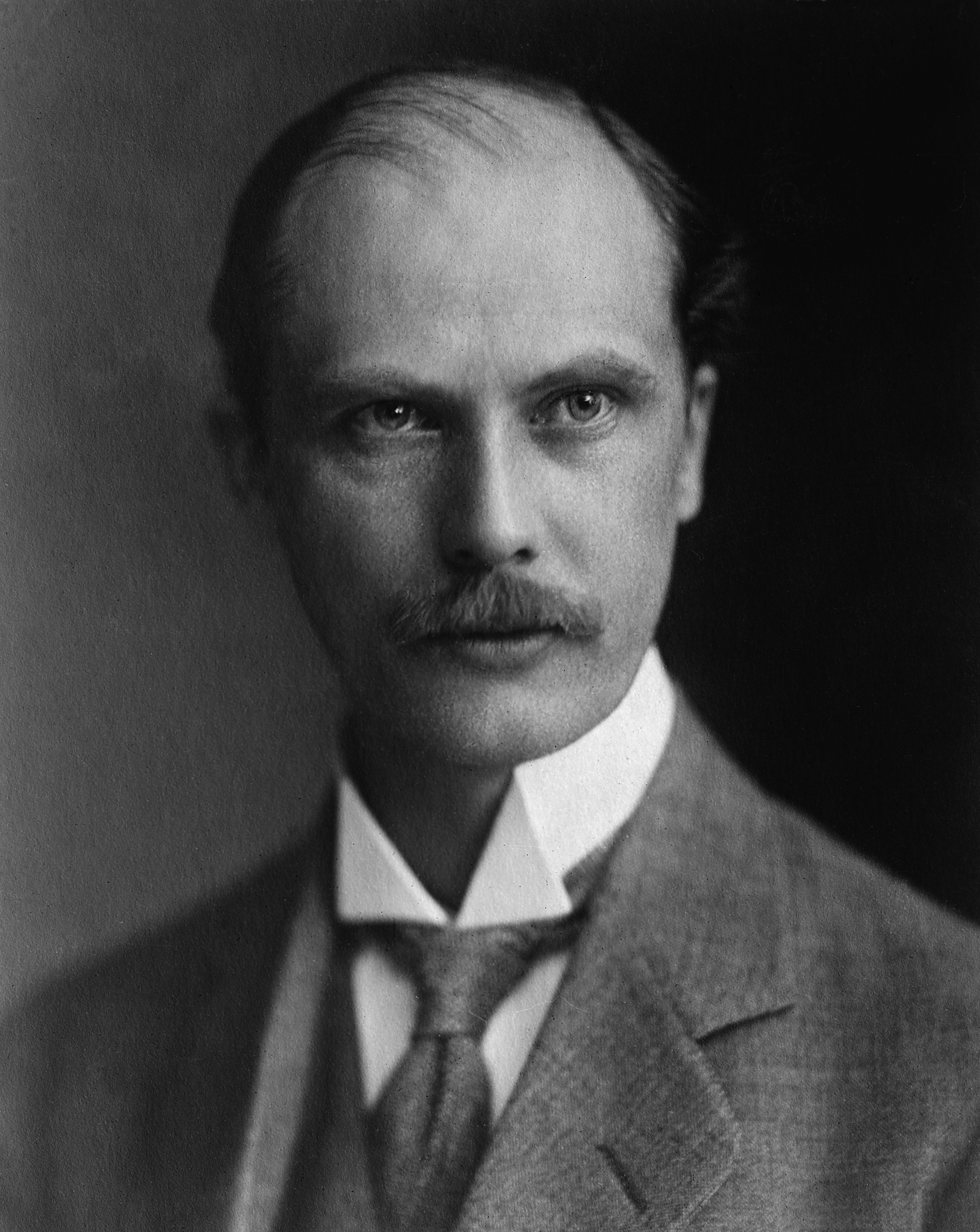
里卡德·桑德勒

里卡德·约翰内斯·桑德勒（瑞典語：Rickard Johannes Sandler，1884年1月29日—1964年11月12日），是瑞典社会民主工人党政治家和外交官，他曾于1925年至1926年期间担任首相。桑德勒是瑞典历史上唯一一位没有兼任党主席的社民党首相，同时他也是瑞典第二年轻的首相，组阁时仅41岁。